# The Moxy Show
A The Moxy Show a Cartoon Network első saját gyártású sorozata volt. A műsor egy antológiasorozat volt, amelyben klasszikus rajzfilmeket vetítettek. Moxy vezette, aki történetesen egy kutya. Segítségére volt Bolha, egy bolha is. Ők ketten vezették a műsort. A sorozat 1 évadot élt meg 24 epizóddal (de csak három részt találtak meg). Magyarországra soha nem jutott el. 22 perces egy epizód. Amerikában 1993. december 5-től 2000. január 2-ig ment. A CN társadói, a TBS és a TNT is sugározták.